# Porte de la Villette (stacja metra)
Porte de la Villette – stacja linii 7 metra w Paryżu, położona w 19. dzielnicy. Stanowiła stację końcową od 1910 roku aż do przedłużenia linii do stacji Fort d’Aubervilliers w 1979 roku.

## Stacja

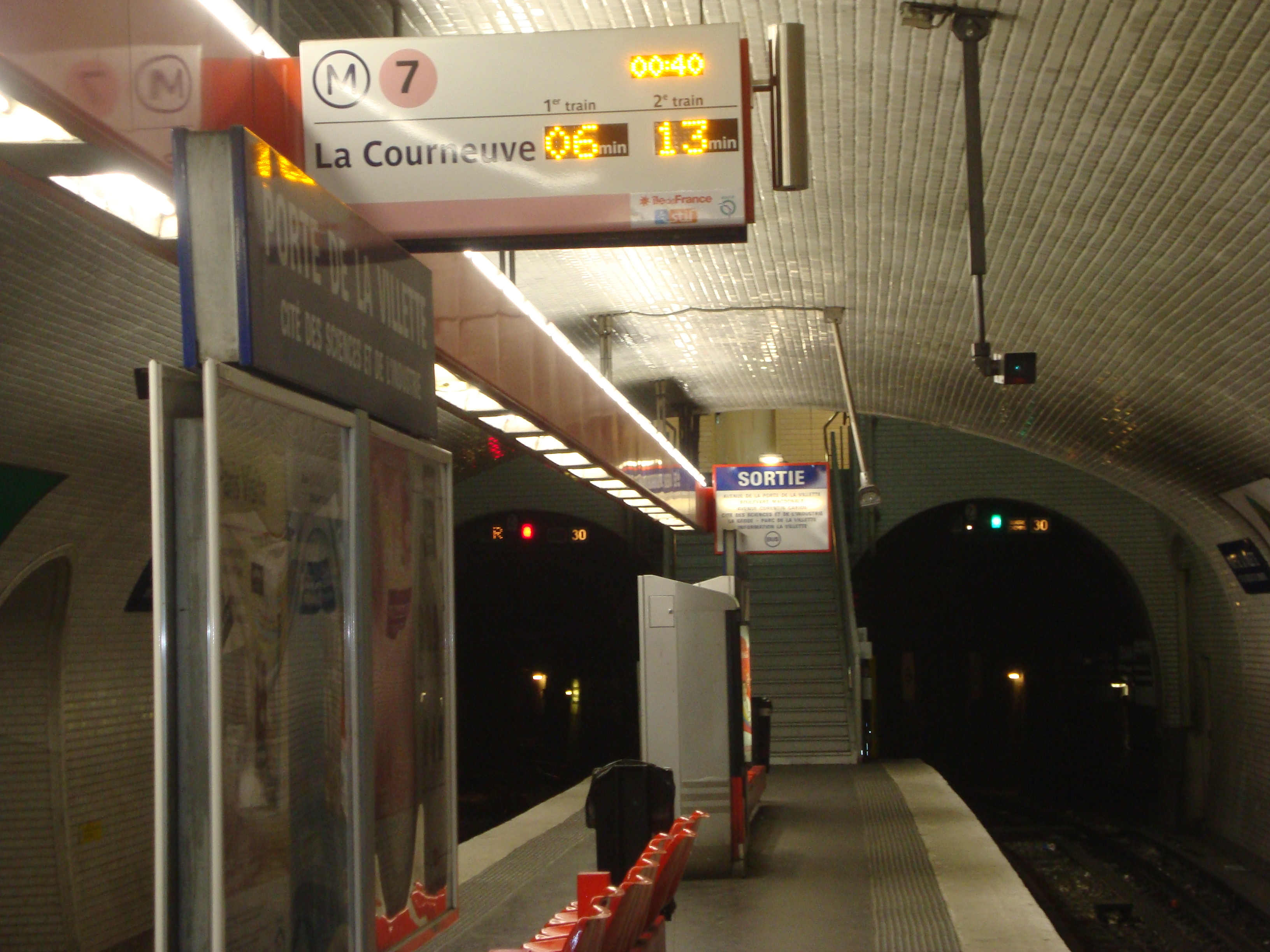
Peron w kierunku La Courneuve

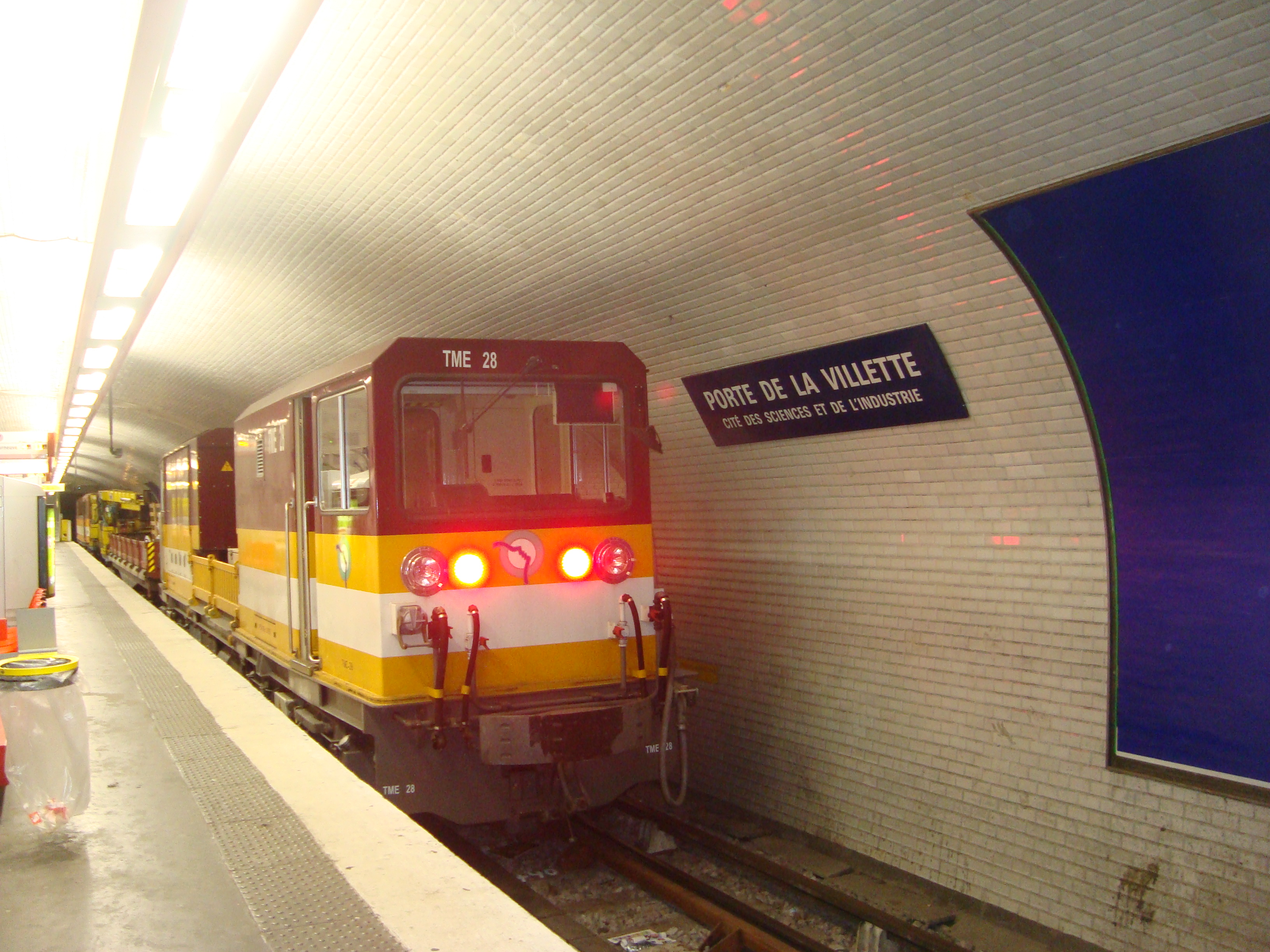
Wieczorny przejazd pociągu technicznego służącego utrzymaniu szyn

Stacja została otwarta w 1910 roku. Jej nazwa pochodzi od bramy La Villette (fr. Porte de la Villette) – bramami są nazywane w Paryżu miejsca pozwalające przekroczyć obwodnicę i granice administracyjne miasta (w większości dawniej były to przerwy w wałach miejskich). Brama La Villette znajduje się nad stacją, a jej nazwa bierze się od dawnej gminy La Villette, włączonej do Paryża w 1860 roku.
Na stację składają się dwie osobne hale. W każdej z nich znajduje się jeden peron z dwoma torami po bokach. Pod koniec godzin funkcjonowania metra, tory te są wykorzystywane do prowadzenia pociągów w miejsce, gdzie są czyszczone od wewnątrz. Dlatego też niektóre składy linii 7 kończą trasę właśnie tutaj, a nie na stacji La Courneuve – 8 Mai 1945. Nietypowy układ stacji pochodzi z czasów, gdy pełniła ona funkcję zakończenia linii.
100 metrów na północ od stacji znajduje się bocznica prowadząca do warsztatów La Villette, odpowiadających za utrzymanie torów paryskiego metra. Pod koniec godzin kursowania metra przez stację przejeżdżają więc liczne składy techniczne.
Z każdego peronu prowadzą po dwa wyjścia – jedno na południe, a drugie na północ.
W 2003 roku średnia liczba pasażerów wchodzących na stację osiągnęła liczbę 9100.

## Przesiadki
Stacja była przez długi czas ważnym punktem przesiadkowym, bowiem na początku XX wieku docierały tutaj tramwaje podmiejskie kursujące wzdłuż drogi krajowej nr 2. Według projektów tramwaje mają tu powrócić pod koniec 2012 roku wraz z przedłużeniem linii T3.
Stacja umożliwia przesiadki na autobusy dzienne RATP i nocne Noctilien.

## Otoczenie
W otoczeniu stacji znajdują się m.in.:
- sala widowiskowa Cabaret Sauvage
- muzeum nauki Cité des Sciences et de l’Industrie
- park La Villette
- kino panoramiczne La Géode
- biurowiec Tour La Villette

## Galeria

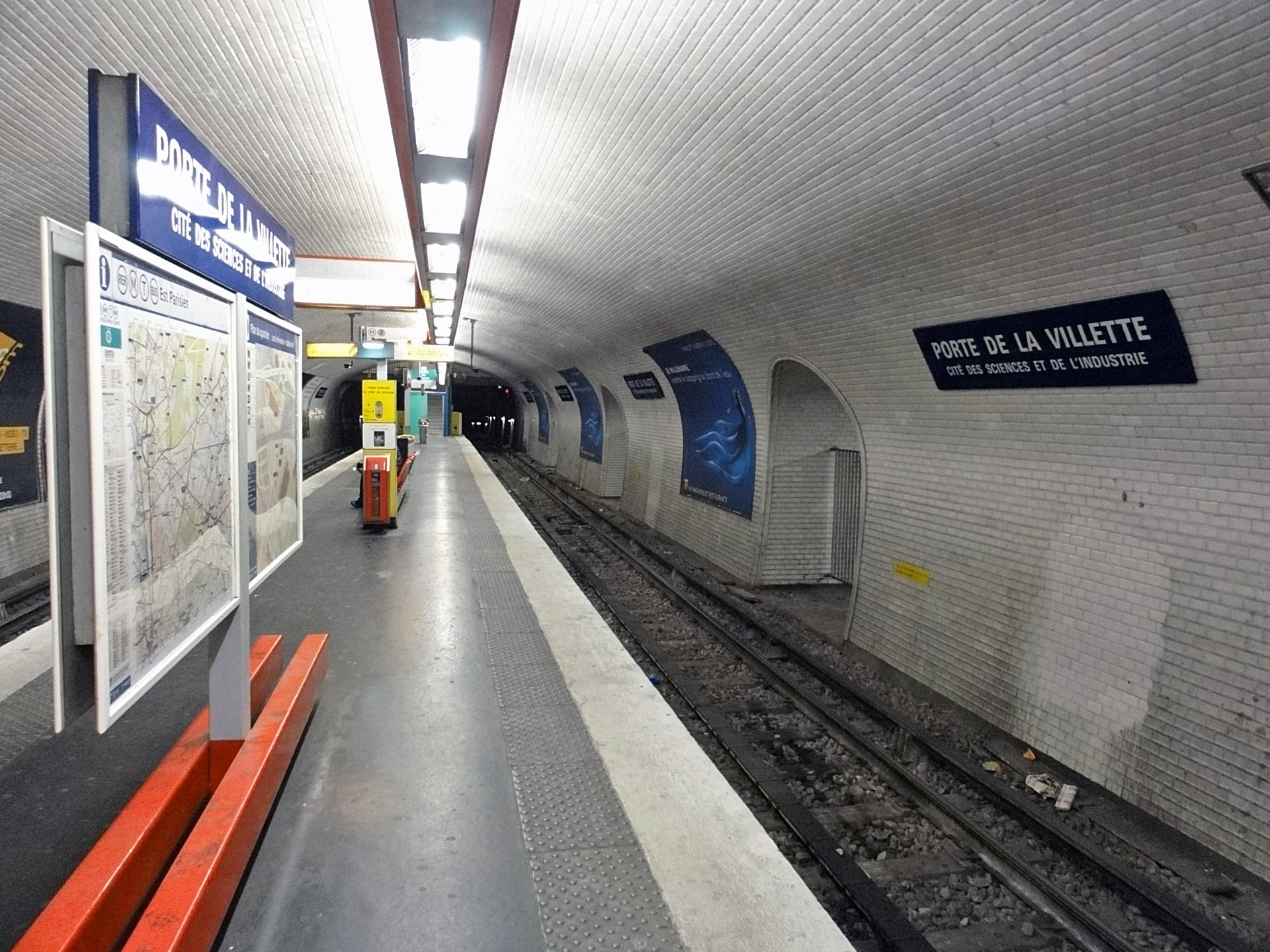
Widok całego peronu w kierunku La Courneuve
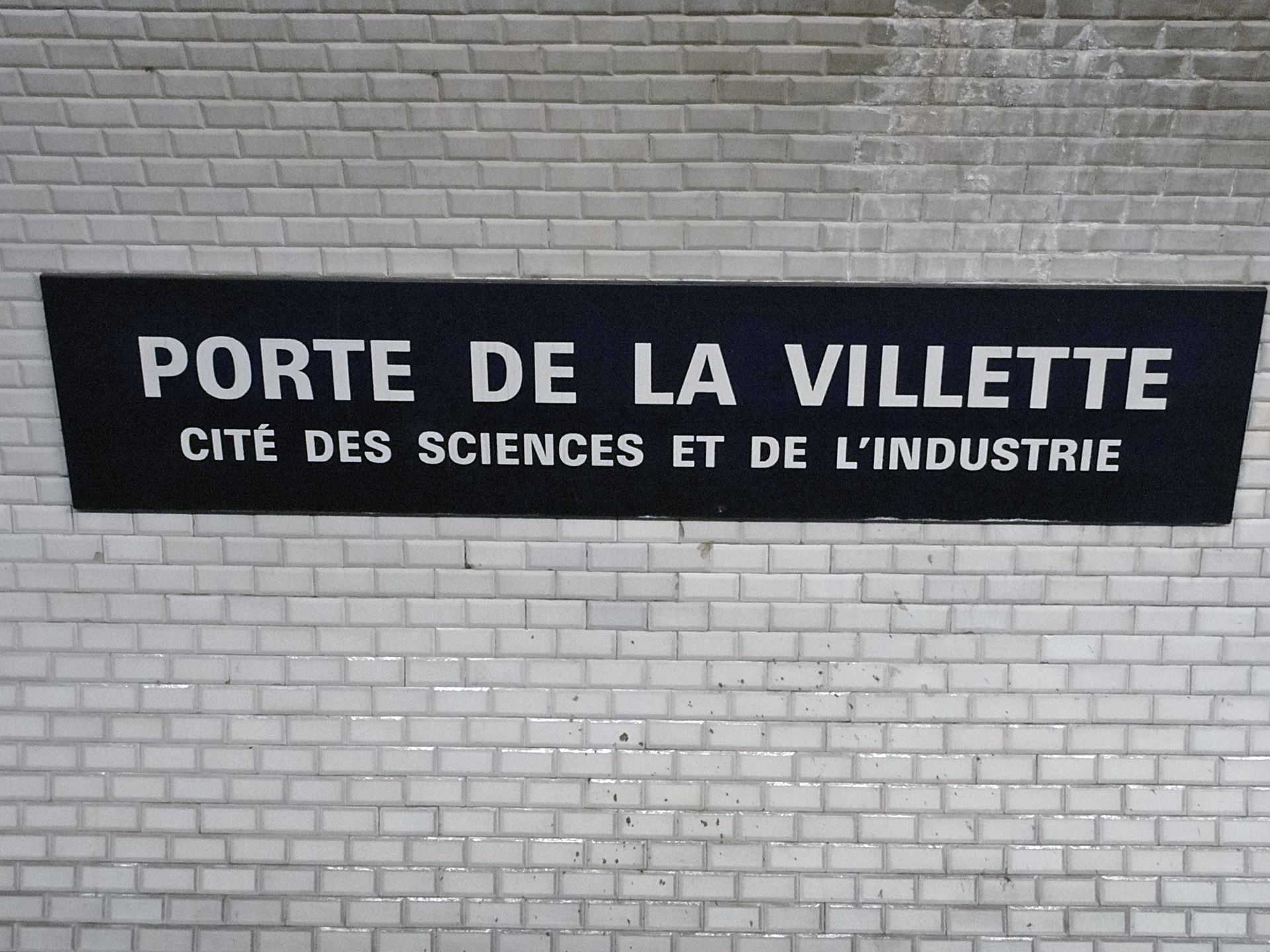
Tablica z nazwą stacji
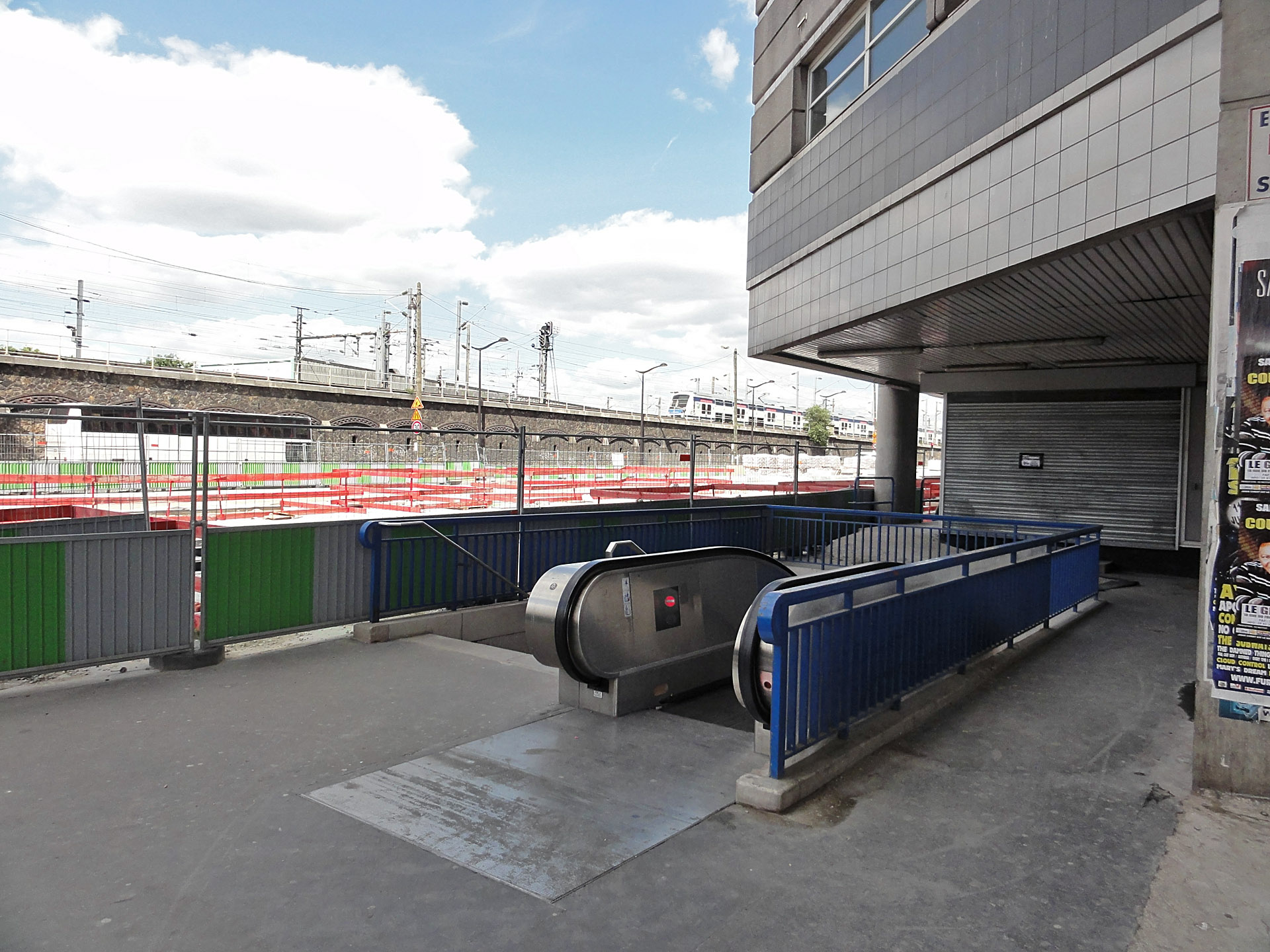
Jedno z wyjść ze stacji, w przyszłości umożliwiające przesiadkę na linię tramwajową
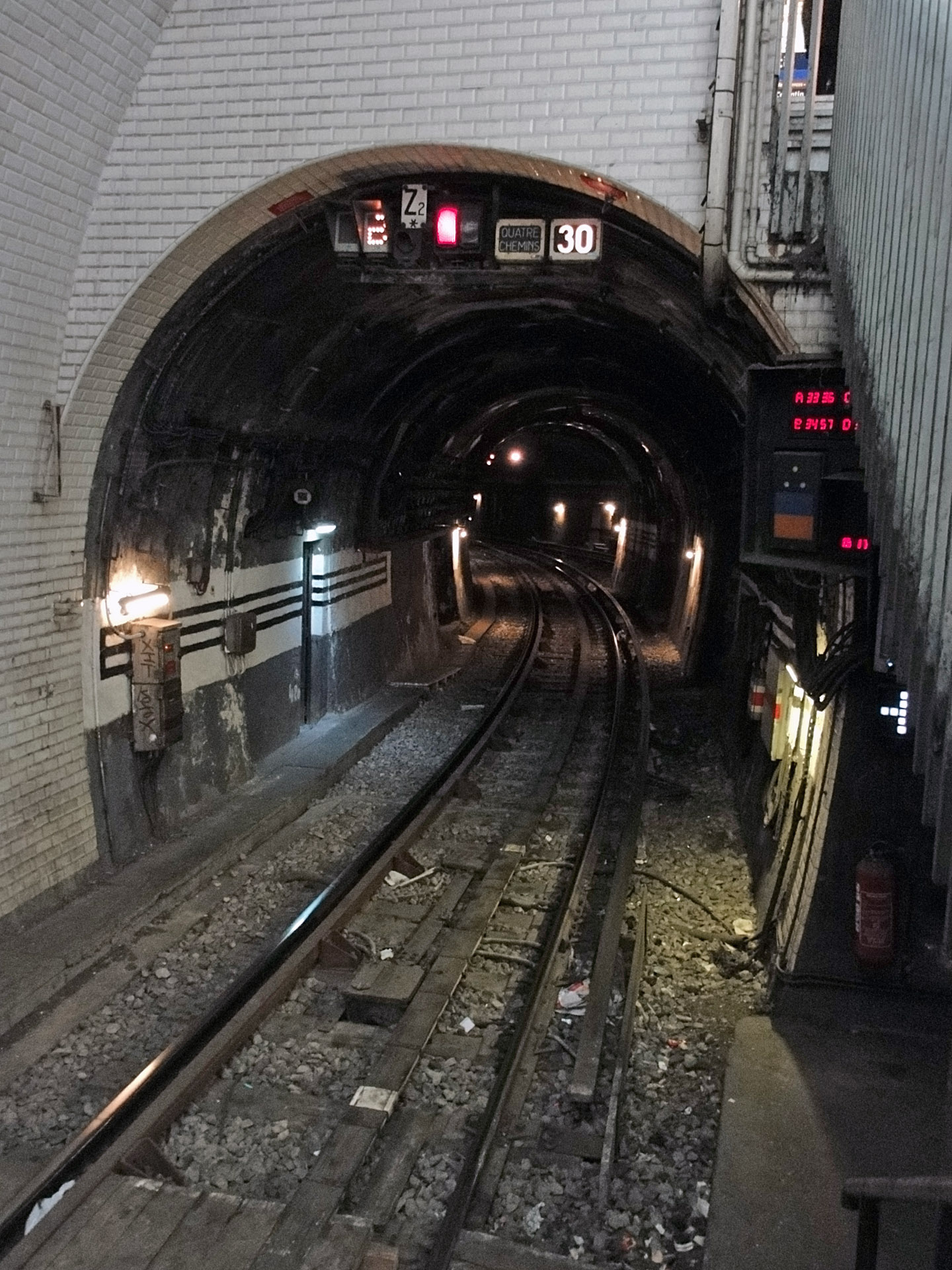
Widok jednego z tuneli w kierunku La Courneuve